# Jim Capaldi
Nicola James "Jim" Capaldi (2. srpna 1944 – 28. února 2005) byl anglický hudebník a hudební skladatel, zakládající člen skupiny Traffic. Na bicí doprovázel některé známé zpěváky a hudebníky, kterými byli například Jimi Hendrix, Eric Clapton, George Harrison, Alvin Lee a Mylon LeFevre.

## Kariéra

### Přehled
Capaldi se narodil jako Nicola James Capaldi italským imigrantům, Nicolasovi a Marii Capaldiovým Anglii ve městě Evesham, hrabství Worcestershire. Jeho mladší bratr Phil, se narodil 1. února 1949 a hrál též profesionálně na bicí ve skupině "Joe Brown's Bruvvers". Hudební kariéra Jima Capaldiho trvala více než čtyři desetiletí. Spolu s Steve Winwoodem založil v Birminghamu skupinu Traffic, která svým psychedelickým rockem ovlivnila hudební scénu ve Spojeném království a USA. Capaldi s Winwoodem napsali mnohé hity skupiny, které se dostaly do hitparád a většina z nich pak byla vydána na albech skupiny.

### Mládí
Jako dítě Capaldi studoval hru na klavír a zpíval se svým otcem, učitelem hudby. Na bicí začal hrát se svými přáteli a v roce 1961 ve Worcesteru hrál ve skupině The Sapphires. V roce 1963 založil The Hellions, kde s ním hráli Dave Mason na kytaru a Gordon Jackson na doprovodnou kytaru. V srpnu 1964 vzala Tanya Day skupinu The Hellions do Star-Clubu v Hamburku, Německu jako svoji doprovodnou skupinu. V té době přebývali The Spencer Davis Group v Hamburku v tom samém hotelu jako The Hellions a tak se stalo, že Steve Winwood se skamarádil s Capaldim a Masonem.
Po návrtatu do Worcesteru se The Hellions zavedli jako zavedená profesionální kapela, která měla na to aby doprovázela umělce jako Adam Faith a Dave Berry, kteří ve Worcesteru vystupovali. Od roku 1964 měli rezidenci ve Whisky a Go Go Club. V roce 1965 vydala skupina tři singly, ale žádný se nedostal do hitparády. Později se k nim připojil John "Poli" Palmer a u bicích nahradil Capaldiho, který se stal sólovým zpěvákem.
The Hellions se v roce 1966 vrátili do Worcesteru aby se pokusili zredukovat náklady, ale místní podmínky se změnily. Změnili si jméno na The Revolution, ale v hitparádě byli neúspěšní i se čtvrtým singlem. Zklamaný Dave Mason odešel, nahradil jej Luther Grosvenor a Capaldi přejmenoval skupinu na Deep Feeling. Odehráli několik koncertů v Birminghamu a okolí, kde získali dost slušnou fanouškovskou základnu. Capaldi, Jackson a Palmer napsali skladby, které byly lepší než repertoár Hellions. Nahráli pak několik studiových stop, které zůstaly nevydány až do roku 2009.

### První úspěch
Capaldi a jeho skupina hráli často v Londýně a spolu s nimi v Knuckles klubu hrál na kytaru tehdy neznámý hudebník Jimi Hendrix. V Birminghamu se Capaldi příležitostně sešel s přáteli Masonem, Winwoodem a Chrisem Woodem k vystoupením v klubu The Elbow Room na Aston High Street. Začátkem roku 1967 se toto spojení přejmenovalo na Traffic a skupina Deep Feeling se rozpadla. V roce 1968 Capaldi, Winwood and Mason se zúčastnili nahrávání sólového alba Gordona Jacksona jako doprovodná skupina.
Skupina podepsala smlouvu s Island Records a pronajala si klidný domek v Aston Tirrold, Berkshire aby mohli skládat a zkoušet nové skladby. Domek však klidný dlouho nezůstal, protože jej často navštěvovali hudebníci jako Eric Burdon, Eric Clapton, Pete Townshend, Trevor Burton (z The Move) a mnoho dalších. Capaldi napsal text pro první singl Traffic "Paper Sun", který se v roce 1967 umístil na pátém místě v UK singles chart. Pak byly vydány další dva úspěšné singly a v prosinci skupina vydala album Mr. Fantasy, které demonstrovalo talent každého z nich. Mason opustil skupinu brzy po vydání tohoto alba, ale na krátko se vrátil v květnu, než skupinu v říjnu definitivně opustil. Odešel i Winwood, aby se připojil k formujícím se Blind Faith) a tak došlo k rozpadu skupiny.

### Reformace
Capaldi se pokoušel s Masonem a Woodem zformovat jinou skupinu, ale tvůrčí napětí, které způsobil Mason tím, že opustil Traffic přetrvávalo a Wynder K. Frogg zůstal pouze do března 1969. V lednu 1970 se Capaldi s Woodem setkali s Winwoodem v nahrávacím studiu při nahrávání Winwoodova sólového alba. Toto setkání bylo tak úspěšné, že tato trojice obnovila Traffic (bez Masona) a vydali album John Barleycorn Must Die. Následovalo turné po Velké Británii a Spojených státech se skupinou rozšířenou o několik hostujících hudebníků.
Ačkoliv další alba Traffic byla úspěšná, Capaldi začal rozvíjet svou sólovou kariéru a vydal v roce 1972 své první sólové album Oh How We Danced. To bylo vytvořeno za přispění kytaristy skupiny Free, Paula Kossoffa, Barry Becketta, Rebop Kwaku Baaha a několika členů Traffic.
Následovalo album Whale Meat Again (1974) a pak bylo vydáno mistrovské album Short Cut Draw Blood (1975). Tématem textů bylo životní prostředí, vládní korupce a drogy. V říjnu 1975 vyšel singl z tohoto alba, coververze hitu The Everly Brothers "Love Hurts", který dosáhl čtvrtého místa v hitparádě ve Velké Británii.

### Dear Mr Fantasy
Dear Mr Fantasy byla oslava Capaldiho života a hudby, která se konala v londýnském Roundhouse v Camden Town, 21. ledna 2007. Na této oslavě účinkovali jako hosté Bill Wyman, Jon Lord, Gary Moore, Steve Winwood, Cat Stevens, Paul Weller, Pete Townshend, Capaldiho bratr Phil a mnoho dalších. Na Dear Mr Fantasy se hrála hudba Jima Capaldiho a Traffic. Veškerý výtěžek akce šel charitativní organizaci The Jubilee Action Street Children Appeal.

## Sólová diskografie
- Oh How We Danced (1972)
- Whale Meat Again (1974)
- Short Cut Draw Blood (1975)
- Play It By Ear (1977)
- Daughter of the Night (1978)
- Contender (1978)
- Electric Nights (1979)
- Sweet Smell of ... Success (1980)
- Let The Thunder Cry (1981)
- Fierce Heart (1982)
- One Man Mission (1984)
- Some Come Running (1988)
- Prince of Darkness (1995)
- Let The Thunder Cry (1999)
- Living On The Outside (2001)
- Poor Boy Blue (2004)